# USS LST-1131
O USS LST-1131 foi um navio de guerra norte-americano da classe LST que operou durante a Segunda Guerra Mundial.